# 歐扎克鎮區 (密蘇里州俄勒岡縣)
歐扎克鎮區（英語：Ozark Township）是位於美國密蘇里州俄勒岡縣的一個行政鎮區。

## 地方資料
歐扎克鎮區的面積為85.52平方千米，當中陸地面積為85.05平方千米，而水域面積為0.47平方千米。根據2020年美國人口普查的數據，當地共有人口63人，而人口密度為每平方千米0.74人。